# Улица Баумана (Калуга)
Улица Баумана — улица в Калуге, начинается у 1-го Берендяковского переулка, проходит до площади Мира. Одна из старейших улиц в городе, популярна у кинематографистов.

## История
Историческое название — Георгиевская, называлась также Старозаверховская (оба названия по Георгиевскому храму «за верхом»).
На улице расположено (д. 11) одно из старейших сохранившихся в городе гражданских строений.
Расхожий миф о якобы встрече горожанами в октябре 1941 года на перекрёстке улиц Пушкина и Баумана немецких оккупантов хлебом-солью является вымыслом.
В 1967 году при ремонте д. 15 на улице был обнаружен и передан в краеведческий музей клад серебряных монет
Одигитриевскую церковь на пересечении улиц Баумана и академика Королёва в советское время превратили в многоквартирный дом.
Начало улицы застроено новыми жилыми домами в начале 2000-х годов
Современное название в память русского революционера Николая Баумана (1873—1905) дано в первые годы советской власти, причём такое название получила как современная улица Баумана, так и перпендикулярная ей современная Георгиевская улица.

## Достопримечательности
д. 11 — дом О. Гончаровой (Усадьба Фалеевых-Гончаровых), в доме бывала Наталья Гончарова
д. 12 — Церковно-приходская школа
д. 14 — ансамбль церкви Великомученика Георгия «за верхом»
д. 15 — Сахарная фабрика Коробовых (усадьба Вяземский)
д. 18 — Жилой дом С. Б. Мусатова
д. 19-21 — Комплекс Одигитриевской церкви c домами причта
д. 24 — Дом Макаровых-Низяевых
д. 26 — Богадельня со школой
д. 28 — Часовня
д. 34,36,40 — Жилые дома (сер. XVIII—XIX век)
д. 42 — главный дом городской усадьбы (первая половина XIX века)
д. 48 — Жилой дом (Яновской)

## Галерея

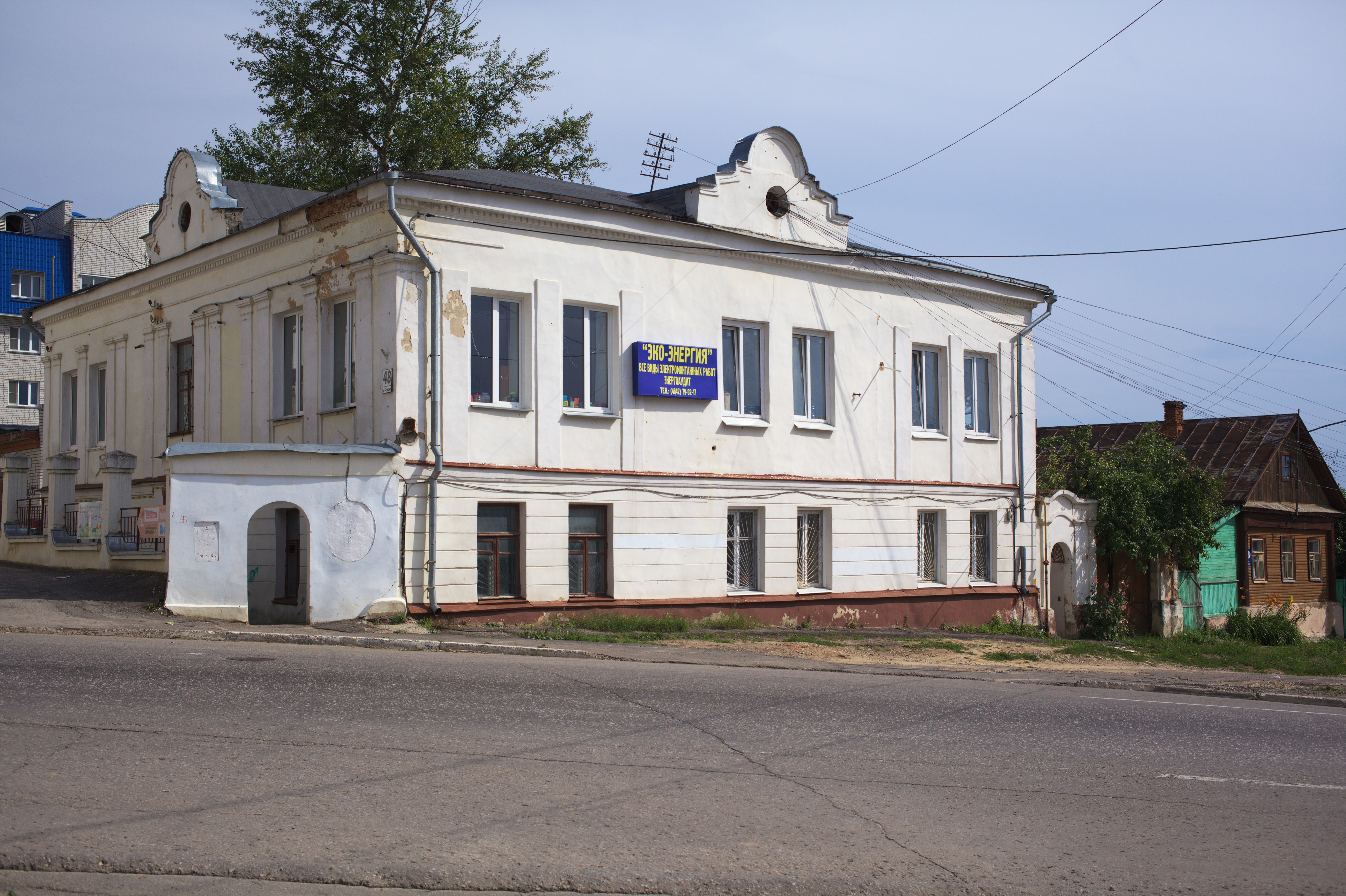
д. 48
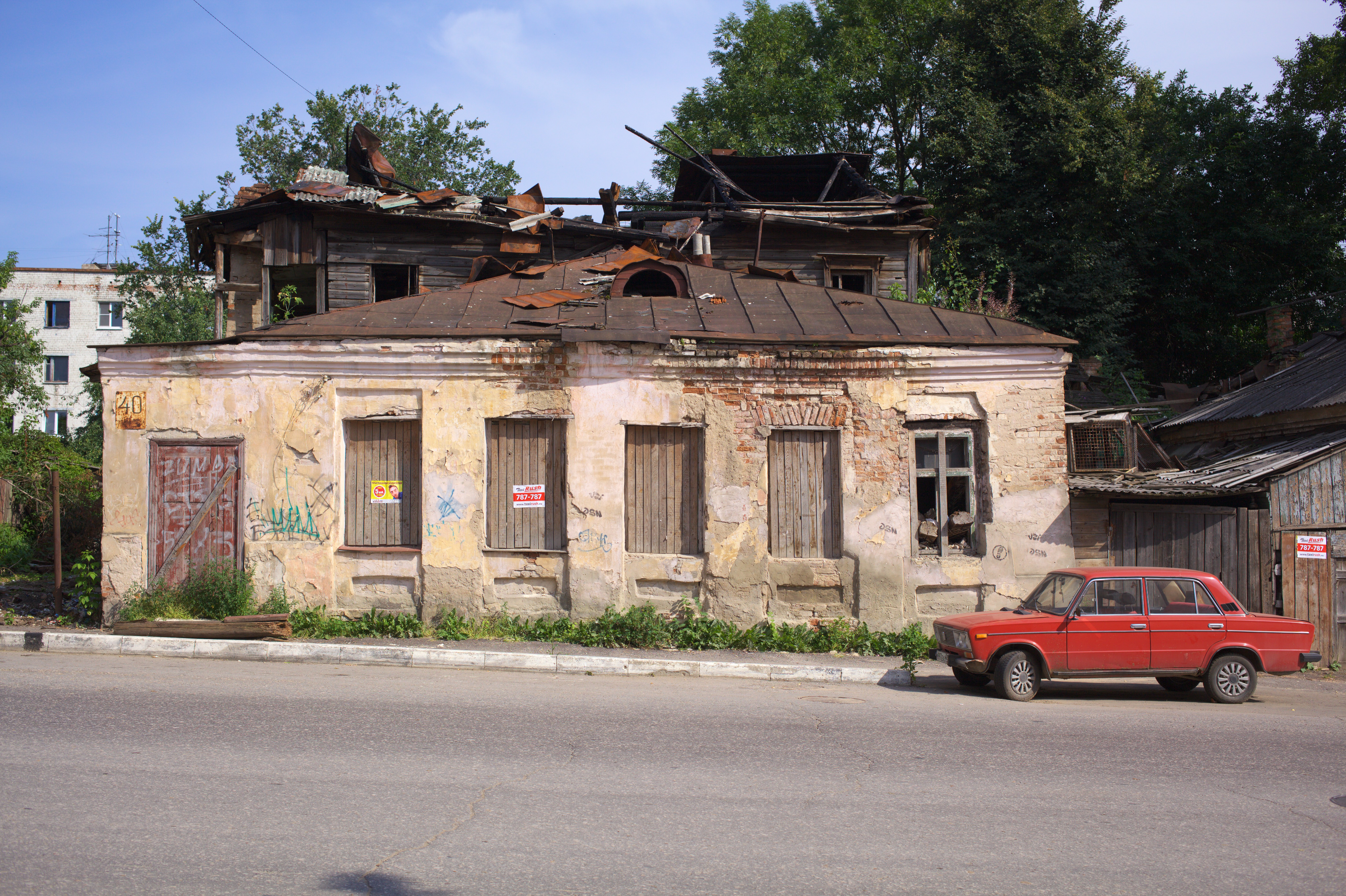
д. 40-42
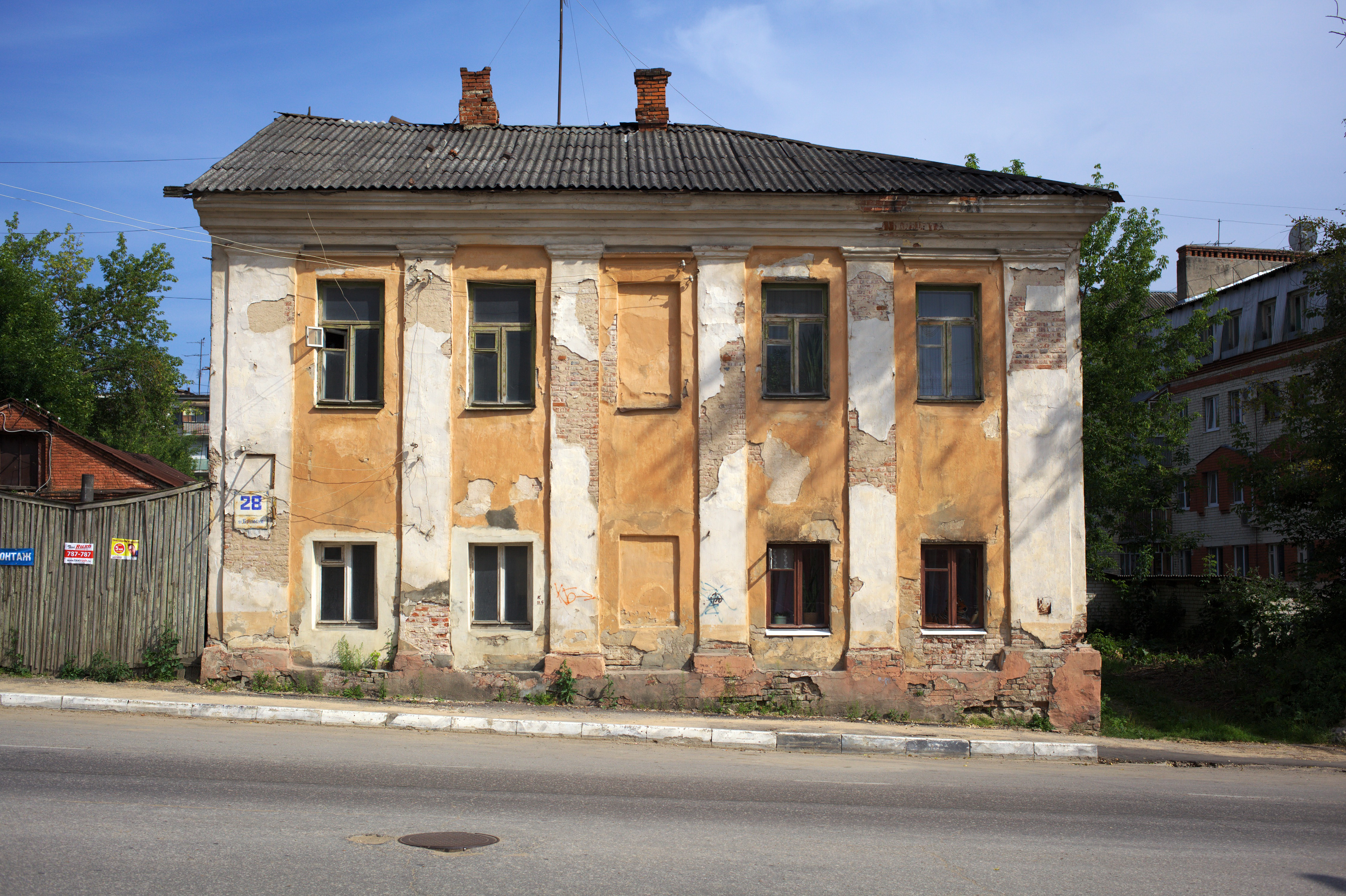
д. 28
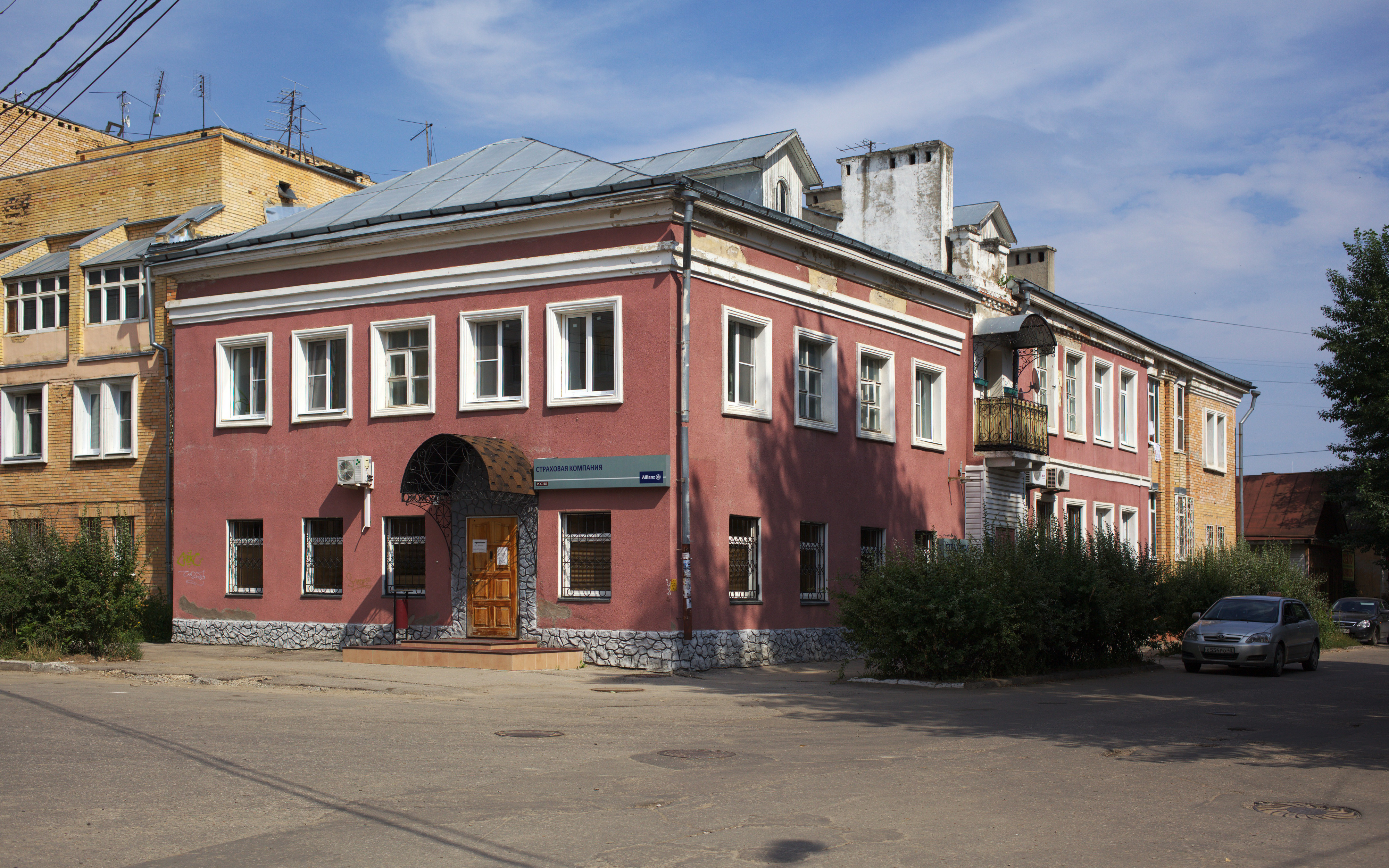
д. 17
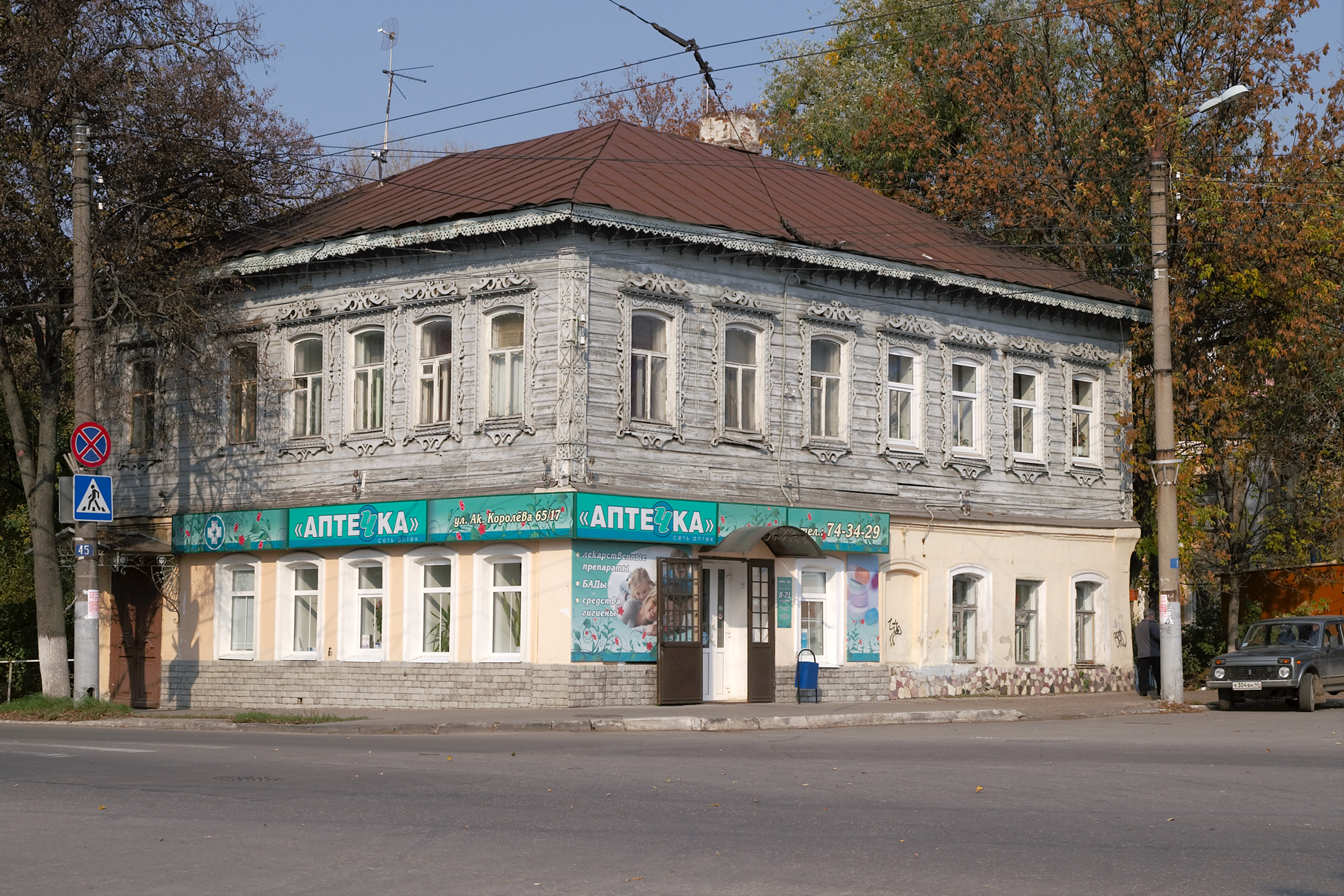
д. 65
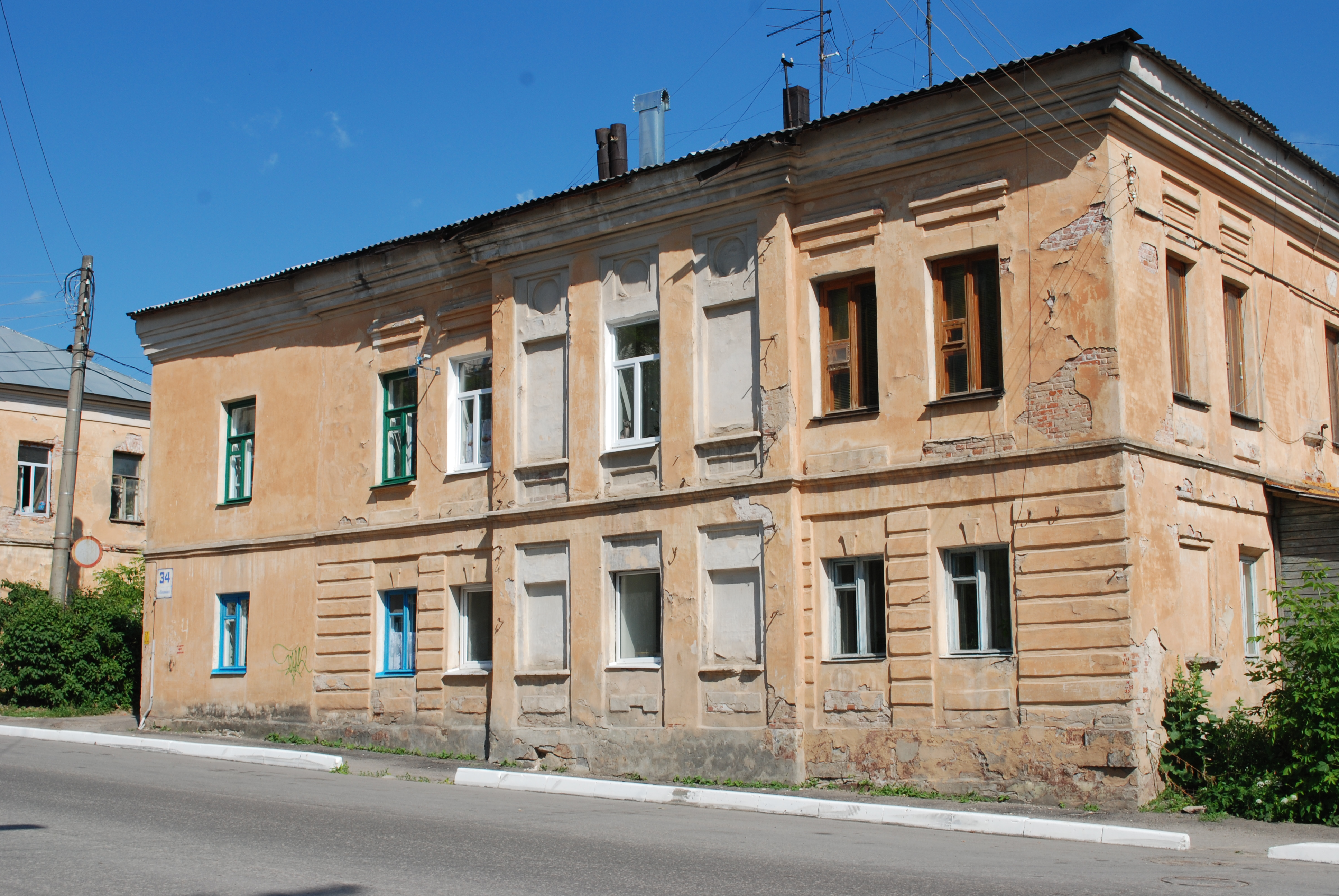
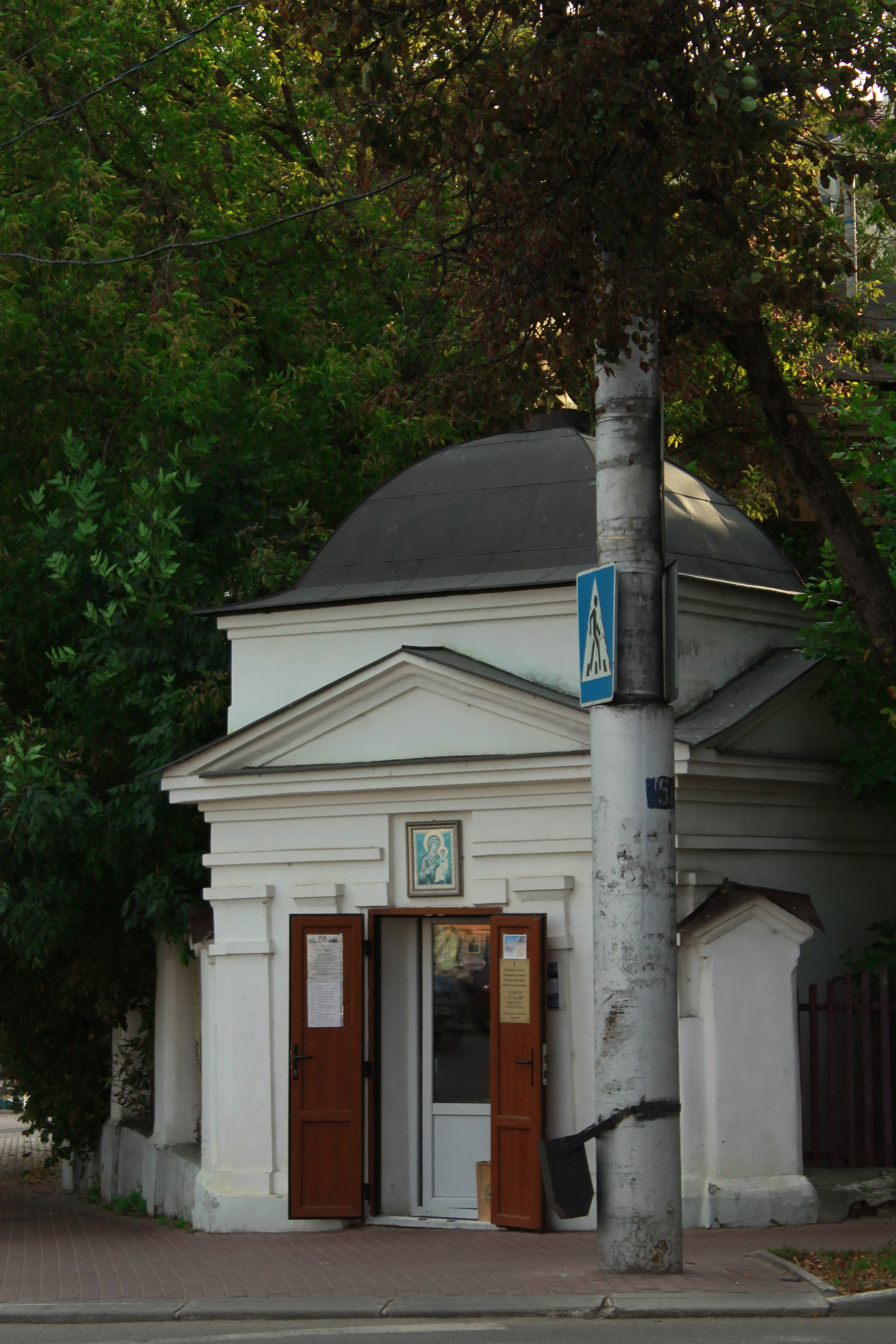